# Post Malone (singolo)
Post Malone è un singolo del DJ olandese Sam Feldt, pubblicato il 24 maggio 2019. Il brano vede la collaborazione vocale della cantante olandese Rani.

## Video musicale
Il videoclip, diretto da Deni Kukura, è stato pubblicato il 26 giu 2019 sul canale YouTube del DJ e vede la partecipazione delle drag queen Abby OMG, Ma'MaQueen e Inga Shubskaya.

## Tracce
Testi e musiche di Roxanne Emery, Sam Renders, Dom Lyttle, Jonas Kröper e Shannon Hilversum.
Download digitale
1. Post Malone (feat. Rani) – 2:54

The Remixes
1. Post Malone (Yuan & Timo Feng Remix) – 2:51
2. Post Malone (Alex Fosse Remix) – 2:38
3. Post Malone (Pharien Remix) – 2:55
4. Post Malone (Vize Remix) – 2:34
5. Post Malone (Cat Dealers Remix) – 3:11
6. Post Malone (GATTÜSO Remix) – 3:27
7. Post Malone (Friend Within Remix) – 3:07
8. Post Malone (Joe Stone Remix) – 2:53
9. Post Malone (Club Mix) – 2:53
10. Post Malone (Chill Mix) – 4:11
11. Post Malone – 2:54

## Classifiche

### Classifiche settimanali
| Classifica (2019-20) | Posizione massima |
| -------------------- | ----------------- |
| Australia            | 27                |
| Austria              | 44                |
| Canada               | 62                |
| Danimarca            | 37                |
| Germania             | 46                |
| Irlanda              | 4                 |
| Norvegia             | 17                |
| Paesi Bassi          | 16                |
| Portogallo           | 156               |
| Regno Unito          | 10                |
| Svezia               | 82                |
| Svizzera             | 59                |

### Classifiche di fine anno
| Classifica (2020) | Posizione |
| ----------------- | --------- |
| Australia         | 44        |
| Austria           | 51        |
| Germania          | 86        |
| Svizzera          | 96        |